# Ламби, Джон
Джо́н Ламби (англ. John Lambie; 19 марта 1941, Уитберн, Уэст-Лотиан — 10 апреля 2018) — шотландский футболист и футбольный тренер, играл на позиции защитника.

## Биография

### Игровая карьера
Ламби в течение 11 сезонов играл за «Фалкирк», в составе которого в чемпионате Шотландии сыграл 199 матчей и забил 16 голов. В августе 1969 года перешёл в «Сент-Джонстон», в составе которого в октябре того же года играл в финале Кубка шотландской лиги, в котором «Сент-Джонстон» проиграли «Селтику» со счётом 1:0. Всего за «Сент-Джонстон» сыграл 103 матча и забил 4 гола.

### Тренерская карьера
В 1984 году в качестве главного тренера возглавил «Гамильтон Академикал», который в 1986 и 1988 году привёл к победе в Первом дивизионе. В 1988 году возглавил «Партик Тисл», в который затем вернулся в 1990 году, а в 1992 году вывел этот клуб в Премьер-лигу, где спустя три сезона в 1995 году вывел команду в Кубок Интертото.
В 1995 году возглавил «Фалкирк», но в марте 1996 года ушёл в отставку из-за неудовлетворительных результатов. В 1999 году вернулся в «Партик Тисл», выступавший тогда во Втором дивизионе и в 2002 году вывел команду в Высший дивизион, где возглавлял «Тисл» до 17 мая 2003 года, когда провёл последний матч с «Данди Юнайтед» (0:1).
Ламби запомнился реакцией на игрока «Тисл» Колина МакГлашана, получившего сотрясение мозга в одном из матчей. Он сказал своему помощнику Джерри Коллинзу, чтобы тот передал игроку: «Скажи ему, что он Пеле, и верни его».

### Смерть
Скончался 10 апреля 2018 года в возрасте 77 лет.

## Достижения тренера
«Гамильтон Академикал»
- Победитель Первого дивизиона (2): 1985/86, 1987/88

«Партик Тисл»
- Победитель Второго дивизиона (1): 2000/2001